# Perrier
Perrier é uma marca francesa de água mineral centenária e mundialmente conhecida, cujo engarrafamento é realizado em Vergèze, no sul da França. É uma água mineral natural reforçada com gás natural da fonte e apresenta paladar singular, com bastantes bolhas, o que dá à Perrier uma característica única. Atualmente a marca pertence à Nestlé e no Brasil é detida pela Minalba Brasil do grupo Grupo Edson Queiroz.

## História
De acordo com a lenda, em 218 A.C., Aníbal estava viajando com seus soldados a caminho de Roma, e após cruzar a Espanha, montou acampamento em um local que posteriormente ficaria conhecido como Les Bouillens. Neste local havia uma fonte de água borbulhante que os soldados acharam particularmente refrescante. Tal fonte ficou famosa e é citada em diversos momentos ao longo da história. Em 1894, as terras onde a fonte estava localizada foram arrendadas para um médico de Nîmes, Dr. Louis Perrier, que 4 anos depois estava vendendo a água da fonte e seus benefícios numa época dominada pelo vinho.

## Composição
- Cálcio - 147,3 mg/l
- Acidez - 6,5-7 mg/l
- Magnésio - 3,39 mg/l
- Sódio - 9 mg/l
- Cloretos - 21,5 mg/l
- Sulfatos - 33 mg/l
- Bicarbonato - 390 mg/l